# Totoia brachycarina
Totoia brachycarina är en skalbaggsart som beskrevs av Federico Ocampo 2003. Totoia brachycarina ingår i släktet Totoia och familjen Hybosoridae. Inga underarter finns listade i Catalogue of Life.